# Barbara (regény)
A Barbara Jørgen-Frantz Jacobsen feröeri író történelmi regénye, amelyet Beinta Broberg története ihletett.

## Keletkezése
Jacobsen William Heinesenhez írt leveleiben megemlítette valószínűleg reménytelen szerelmét egy nő iránt, akit Barbarának nevezett (valójában unokatestvére, Estrid Bannister Good állt a név mögött), és feltárta egy regény megírásának tervét, amely a fiatal és szépségével mindenkit elvarázsoló lelkészné, Beinta Broberg 1700 körüli évekből származó történetére épül. A Løgting titkárának, Peder Sørensen Brobergnek a lánya volt felelős a hagyomány szerint első két férje haláláért, és a harmadikat is boldogtalanságba sodorta. A történelmi alapok azonban csak keretként szolgáltak; a Jacobsen által megalkotott Barbara csak nagyon kevés hasonlóságot mutat a mondák gonosz csábítójával.
Jacobsen 1934-ben kezdte el élete fő művét. A könyv, amelyet dán nyelven írt, és amelyet csak halála után (1939-ben) adtak ki, kezdettől fogva sikernek bizonyult, és számos nyelvre lefordították.

## Magyarul
- Nehéz a hűtlennek; fordította: Könyves Károly; Attika, Budapest, 1944

## Megfilmesítés
A regényt 1961-ben az Universum Film megfilmesítette, de a forgatókönyvet meglehetősen szabadon kezelve; például Barbara a filmben egy orvos felesége volt, nem egy lelkészé. A második megfilmesítés Nils Malmros 1997-ben forgatott Barbara című filmje.